# Сагыр, Танер
Танер Сагыр (тур. Taner Sağır; род. 13 марта 1985, Кырджали) — турецкий тяжелоатлет, чемпион мира и Олимпийских игр в полусреднем весе.

## Биография
Танер Сагыр родился в 1985 году в Болгарии в семье турецкого происхождения. В 1989 году семья переехала в Турцию.